# ردندرة كبيرة الأوراق
ردندرة كبيرة الأوراق (الاسم العلمي:Rhododendron macrophyllum) هي نوع من النباتات تتبع جنس الردندرة من الفصيلة الخلنجية.